# Репкин, Пётр Петрович
Пётр Петрович Репкин (1915—1995) — советский художник-постановщик мультипликационных фильмов.

## Биография
Выпускник Московского архитектурного института 1941 года.
С 1944 — художник-мультипликатор на студии «Союзмультфильм», с 1949 — художник-постановщик рисованных фильмов.
Работал на студии «Диафильм» все годы ее существования — с 1935 по 1993 г.
Художник-график. Входил в плеяду видных советских художников, работавших для подрастающего поколения (В. Сутеев, Т. Маврина, В. Ватагин и другие). Автор рисунков к 200 мультфильмам, ко многим диафильмам. Участник всесоюзных и международных выставок..
Член Союза Художников СССР. Член Союза кинематографистов СССР.
Умер в 1995 году. Похоронен на Пуршевском кладбище (деревня Пуршево, городской округ Балашиха, Московская область).

## Фильмография

### Художник-постановщик
1. 1950 — Сказка о рыбаке и рыбке
2. 1951 — Ночь перед Рождеством
3. 1954 — Козёл-музыкант
4. 1955 — Необыкновенный матч
5. 1956 — Маленький Шего
6. 1956 — Миллион в мешке
7. 1957 — Привет друзьям
8. 1958 — Первая скрипка
9. 1959 — Приключения Буратино
10. 1960 — Мультипликационный Крокодил № 3
11. 1960 — Светлячок № 1
12. 1961 — Мультипликационный Крокодил № 4. На чистую воду
13. 1962 — Светлячок № 2
14. 1963 — Беги, ручеёк
15. 1964 — Петух и краски
16. 1965 — Вовка в Тридевятом царстве
17. 1966 — Окно
18. 1967 — Маугли. Ракша
19. 1968 — Маугли. Похищение
20. 1968 — Собственник. («Фитиль» № 69)
21. 1969 — Маугли. Последняя охота Акелы
22. 1970 — Маугли. Битва
23. 1971 — Маугли. Возвращение к людям
24. 1972 — Фока — на все руки дока
25. 1973 — Маугли
26. 1973 — Как это случилось
27. 1974 — Как козлик землю держал
28. 1975 — Верните Рекса
29. 1975 — Илья Муромец. Пролог

### Художник-мультипликатор
1. 1945 — Пропавшая грамота
2. 1946 — Песенка радости
3. 1947 — Конёк-Горбунок
4. 1948 — Цветик-семицветик
5. 1949 — Машенькин концерт

### Художник (диафильм)
1. 1949 — Козлёнок Серое Ушко[4]
2. 1950 — Сказка про храброго зайца[5]
3. 1951 — Заюшкина избушка[6]
4. 1951 — Колобок[7]
5. 1952 — Медвежонок[8]
6. 1953 — Два жадных медвежонка[9]
7. 1955 — Лисичка со скалочкой[10]
8. 1955 — Упрямый котёнок[11]
9. 1956 — Лисичка-сестричка и серый волк[12]
10. 1957 — Колосок[13]
11. 1958 — Как белки медвежат перехитрили[14]
12. 1959 — Козлятки и волк[15]
13. 1959 — Слонёнок, который хотел летать[16]
14. 1960 — Почему птица улинцзы осталась без перьев[17]
15. 1960 — Сорока-белобока[18]
16. 1961 — Халиф-аист[19]
17. 1962 — Тараканище[20]
18. 1963 — Краденое солнце[21]
19. 1964 — Отчего у льва большая грива[22]
20. 1965 — Смешинка № 1[23]
21. 1966 — Все остались довольны[24]
22. 1967 — Как Лиса исправилась[25]
23. 1967 — Рикки-Тикки-Тави[26]
24. 1968 — Зеркальце[27]
25. 1969 — У солнышка в гостях[28]
26. 1971 — Зайка-зазнайка[29]
27. 1971 — Смешинка № 10[30]
28. 1972 — Весёлый Новый год[31]
29. 1973 — Два жадных медвежонка[32]
30. 1974 — Сказка о еловой шишке и серой мышке[33]
31. 1975 — Зайчонок — чёрные глазки[34]
32. 1976 — Воробьишко[35]
33. 1977 — Как медведь Потап и лиса Лариска мёд добывали[36]
34. 1978 — Про лису Лариску и зайца Коську[37]
35. 1979 — Как Хома рассмеялся[38]
36. 1979 — Кус, который не любил кусаться[39]
37. 1980 — Как Хома страшную историю рассказывал[40]
38. 1980 — Упрямый котёнок[41]
39. 1982 — Крапивная горка[42]
40. 1983 — Как аист на ёлку опоздал[43]
41. 1984 — Щенок[44]
42. 1985 — Как лиса Лариска нанималась гусят нянчить[45]
43. 1986 — Басни дедушки Крылова[46]
44. 1987 — Ай да молодец![47]
45. 1988 — Кот-скорняк[48]
46. 1989 — Кот серый лоб, козёл да баран[49]
47. 1990 — Детектив Иохим-Лис[50]
48. 1990 — Рикки-Тики-Тави[51]
49. 1991 — Бояка мухи не обидит![52]
50. 1991 — Лиса и волк[53]